# Teza Mertona
Teza Mertona – teoria wysunięta przez amerykańskiego socjologa, Roberta K. Mertona. Argumentował on, że wyznanie protestanckie sprzyja rozwojowi nauki w stopniu większym niż inne religie.